# Ensam hemma
Ensam hemma (engelska: Home Alone) är en amerikansk komedifilm från 1990 i regi av Chris Columbus. I huvudrollerna ses Macaulay Culkin, Joe Pesci och Daniel Stern. Filmen hade biopremiär i USA den 16 november 1990 och Sverigepremiär den 14 december samma år.
År 2023 valdes filmen ut för att bevaras i National Film Registry av USA:s kongressbibliotek då den anses vara ”kulturellt, historiskt eller estetiskt betydelsefull”.

## Handling
Åttaårige Kevin McCallister (Macaulay Culkin) blir kvarglömd hemma i familjens villa utanför Chicago när hans stora familj och närstående släktingar åker på semester till Paris över jul. Mamman Kate McCallister (Catherine O'Hara) upptäcker inte förrän hon är på flygplanet att Kevin inte är med, och väl framkomna till Paris-Orly flygplats är alla flyg tillbaka fullbokade under julhelgen. De lyckas inte heller få kontakt med Kevin då telefonnätet i Chicago fortfarande är utslaget efter hårt väder.
Under tiden när den övriga familjen är bortresta kommer två klumpiga tjuvar, Harry (Joe Pesci) och Marv (Daniel Stern), som försöker begår inbrott. Kevin får själv försöka se till så att deras inbrottsförsök misslyckas – Kevin är nämligen svår att lura.

## Rollista i urval
| Macaulay Culkin    | – Kevin McCallister, filmens protagonist         |
| Joe Pesci          | – Harry, inbrottstjuv                            |
| Daniel Stern       | – Marv, inbrottstjuv                             |
| John Heard         | – Peter McCallister, Kevins far                  |
| Roberts Blossom    | – Marley, Kevins granne                          |
| Catherine O'Hara   | – Kate McCallister, Kevins mor                   |
| Angela Goethals    | – Linnie McCallister, Kevins äldre syster        |
| Devin Ratray       | – Buzz McCallister, Kevins äldsta bror           |
| Gerry Bamman       | – farbror Frank McCallister, Peters bror         |
| Hillary Wolf       | – Megan McCallister, Kevins äldsta syster        |
| Larry Hankin       | – Officer Balzak, polis                          |
| John Candy         | – Gus Polinski, bandledare och Kates medhjälpare |
| Michael C. Maronna | – Jeff McCallister, Kevins äldre bror            |
| Kristin Minter     | – Heather McCallister, Kevins äldsta kusin       |
| Daiana Campeanu    | – Sondra McCallister, Kevins äldre kusin         |
| Jedidiah Cohen     | – Rod McCallister, Kevins äldre kusin            |
| Kieran Culkin      | – Fuller McCallister, Kevins yngsta kusin        |
| Senta Moses        | – Tracy McCallister, Kevins äldre kusin          |
| Anna Slotky        | – Brook McCallister, Kevins yngre kusin          |
| Terrie Snell       | – faster Leslie McCallister, farbror Franks fru  |

## Om filmen
Filmen har fått fyra uppföljare, i en av dessa medverkar samma skådespelare som i den första. Filmen blev en stor succé, 1990 års mest populära film och gjorde Macaulay Culkin till en av de mest kända barnskådespelarna någonsin.
Den gamla svartvita filmen som rollfiguren Kevin sitter och tittar på är en parodi på en scen ur filmen Panik i gangstervärlden (1938).
Delar av filmen är inspelad i samhället Winnetka i nordöstra Illinois vid Lake Michigan. Familjen McCallisters hus i filmen ligger i Winnetka. Winnetka är ett av USA:s mest välbärgade områden. 2011 rankades Winnetkas postnummer 60093 som det fjortonde rikaste postnummerområdet i USA.

## Musik i filmen
- "Somewhere in My Memory", musik av John Williams, text av Leslie Bricusse
- "Star of Bethlehem", musik av John Williams, text av Leslie Bricusse
- "Have Yourself a Merry Little Christmas", skriven av Hugh Martin och Ralph Blane, producerad av John Williams, framförd av Mel Tormé
- "Please Come Home for Christmas", skriven av Charles Brown och Gene Redd, producerad och framförd av Southside Johnny Lyon
- "White Christmas", skriven av Irving Berlin, framförd av The Drifters
- "Rockin' Around the Christmas Tree", skriven av Johnny Marks, framförd av Brenda Lee
- "Run Rudolph Run", skriven av Johnny Marks, framförd av Chuck Berry
- "You're a Mean One, Mr. Grinch", skriven av Theodore Giesl och Albert Hague, framförd av Thurl Ravenscroft
- "Santa Claus Is Comin' to Town", skriven av Haven Gillespie och J. Fred Coots
- "Carol of the Bells", skriven av Peter Wilhousky, framförd av Rockapella
- "All Alone on Christmas", Skriven av Darlene Love

## Uppföljare
- Ensam hemma 2 – vilse i New York (1992)
- Ensam hemma igen (1997)
- Ensam hemma 4 (2002)
- Ensam hemma: Julkuppen (2012)

## Datorspel
Ensam hemma-datorspel släpptes till NES, Sega Mega Drive, SNES, Sega Game Gear, Game Boy, Sega Master System, Amiga såväl som till persondatorer. Det första Ensam hemma-spelet släpptes 1991.